# Warblewko
Warblewko (kaszb. Warbléwkò lub Nowé Warblewò, niem. Neu Warbelow) – wieś w Polsce położona w województwie pomorskim, w powiecie słupskim, w gminie Redzikowo. Leży na terenie Parku Krajobrazowego Dolina Słupi. Miejscowość wchodzi w skład sołectwa Warblewo.
W latach 1975–1998 miejscowość administracyjnie należała do województwa słupskiego.

## Nazwa
Nazwa jest tzw. chrztem nazewniczym, ma charakter pseudotopograficzny-relacyjny i powstała przez dodanie do nazwy miejscowej Warblewo formantu zdrabniającego -k-. Pierwotna nazwa niemiecka Neu Warbelow, wzmiankowana po raz pierwszy w 1780, powstała przez dodanie wyróżnika neu „nowy” do nazwy miejscowej Warbelow „Warblino”.
Rada Języka Kaszubskiego proponuje kaszubską formę nazwy Warbléwkò.